# زاهرینگر (دهانه)
زاهرینگر یک دهانه برخوردی در ماه‌ است.